# Tadzino
Tadzino [pronunciación en polaco: /taˈd͡ʑinɔ/] (en casubio: Tadzëno) es un pueblo ubicado en el distrito administrativo de Gmina Gniewino, dentro del Condado de Wejherowo, Voivodato de Pomerania, en Polonia del norte. Se encuentra aproximadamente a 4 kilómetros al sur de Gniewino, a 18 kilómetros al noroeste de Wejherowo, y a 53 kilómetros al noroeste de la capital regional Gdańsk.
El pueblo tiene una población de 250 habitantes.